# Przegub kulowy

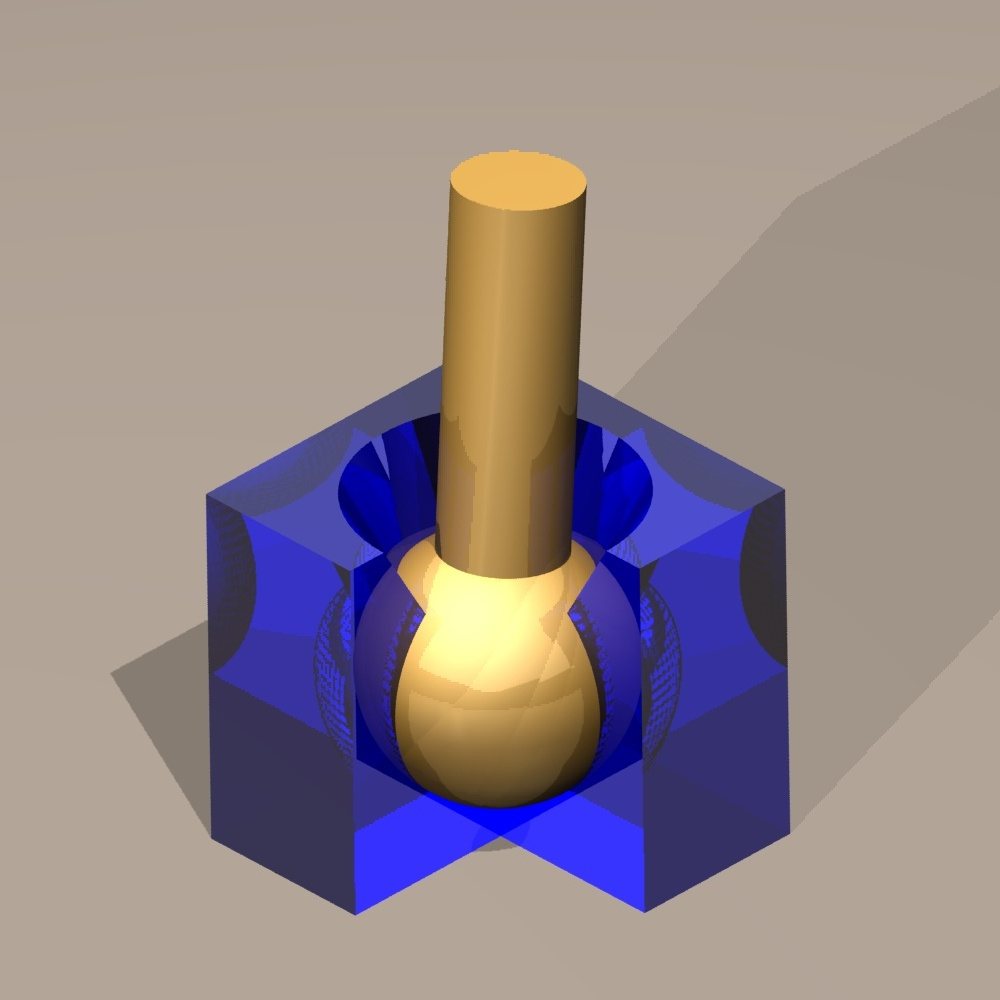
Przegub kulowy

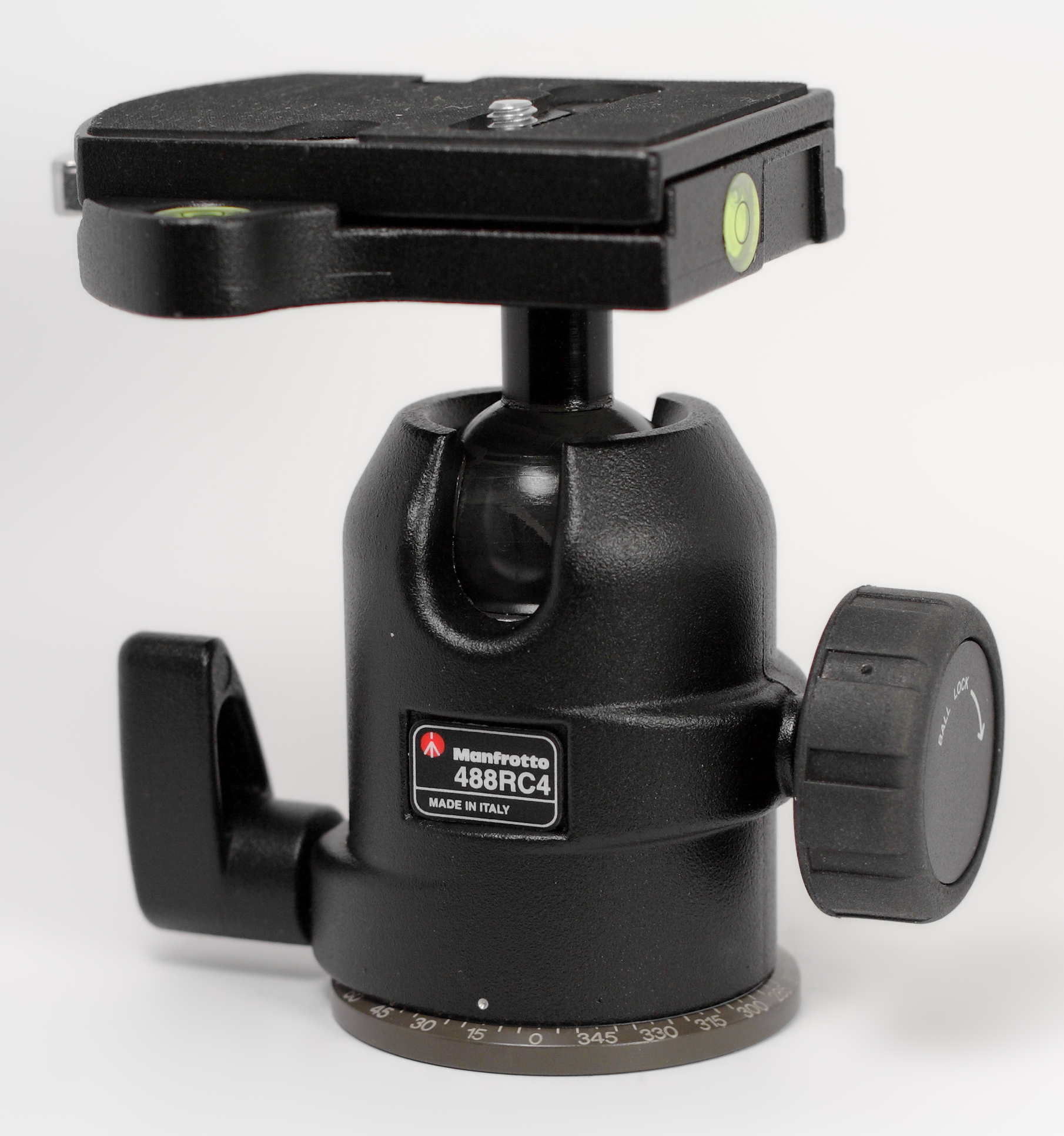
Przykład wykorzystania przegubu kulowego - statyw fotograficzny

Przegub kulowy – para kinematyczna (p3 - I postać) umożliwiająca obroty w trzech osiach. Jeden z elementów zakończony jest kuliście i spoczywa w gnieździe kulistym lub stożkowym. Połączenie elementów może być zamknięte kształtowo lub siłowo.
Przegub kulowy może być wykorzystany np. w statywie fotograficznym. Przykładem przegubu kulowego są także staw biodrowy i ramienny, które umożliwiają wychylenie kończyny do przodu i tyłu, na boki oraz obrót wokół własnej osi.